# Mémorial de la Shoah à Drancy

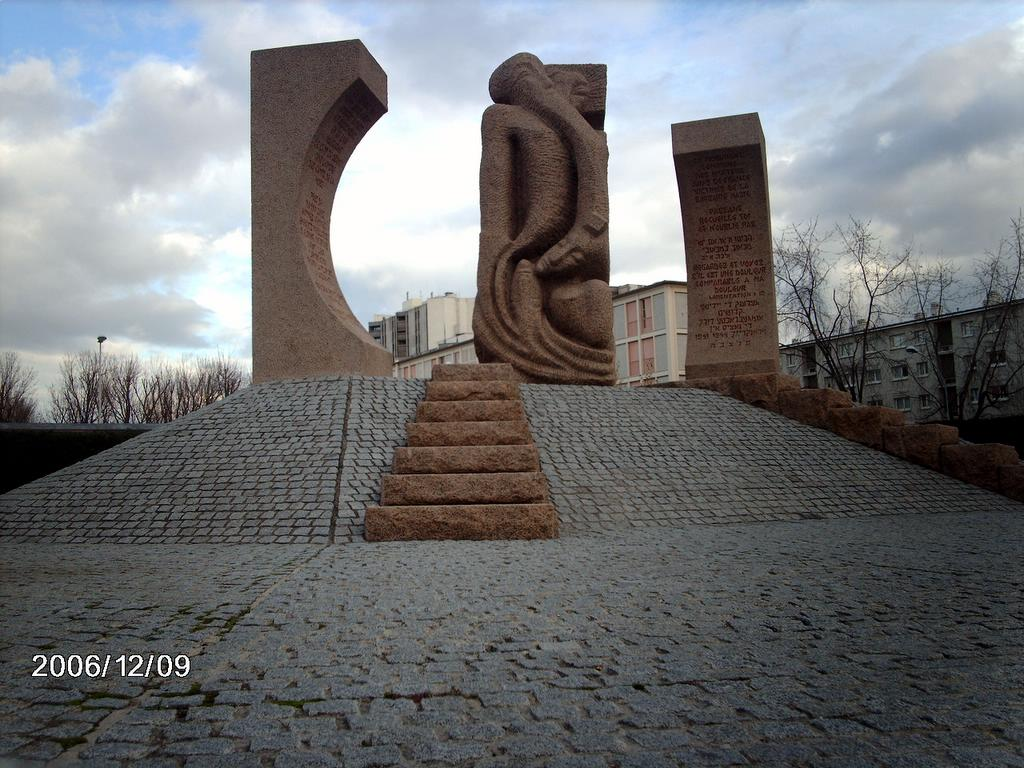
Drancy – Mémorial de la Shoah - Monument aux Déportés, œuvre de Shelomo Selinger (1976)

Le Mémorial de la Shoah à Drancy,, est inauguré le 21 septembre 2012,, par le  président de la République française  François Hollande. Ce lieu de mémoire est érigé face à la Cité de la Muette et constitue une antenne du Mémorial de la Shoah à Paris. 
Ce Mémorial propose une exposition permanente en français et en anglais sur l'histoire du camp, un espace dédié aux expositions temporaires et des salles de médiation pédagogique.

## Camp de Drancy

### Ouverture
"Le camp d'internement de Drancy est installé en 1941 par les autorités d'occupation dans un vaste bâtiment alors inachevé, appartenant à un ensemble d'habitation collectif appelé la Cité de la Muette. Il s'agit d'un immeuble en forme de U de quatre étages, autour d'une cour d'environ 200 mètres de long et 40 mètres de large."
"Réquisitionné par l'armée allemande le 14 juin 1940, des prisonniers de guerre français et britanniques y sont placés temporairement en captivité avant d'être transférés. Les premiers internés juifs sont les victimes de la rafle du 20 août 1941. Le camp est ouvert dans la précipitation, dans des conditions d'hygiène et d'alimentation déplorables pendant plusieurs mois, provoquant les premiers décès. La vie demeure difficile, dans l'ennui, alors que les visites et l'intervention des œuvres de secours sont interdites."

### Le camp
D'août 1941 à août 1944, le camp d'internement de Drancy ou camp de Drancy a été la plaque tournante de la politique de déportation antisémite en France. Situé au nord-est de Paris, dans la ville de Drancy (alors dans le département de la Seine, aujourd'hui en Seine-Saint-Denis), ce camp a été pendant trois ans le principal lieu d'internement avant déportation depuis la gare du Bourget (1942-1943) puis la gare de Bobigny (1943-1944) vers les camps d'extermination nazis, principalement Auschwitz. Neuf Juifs déportés de France sur dix passèrent par le camp de Drancy lors de la Shoah.

## Localisation du Mémorial
Mémorial de la Shoah à Drancy
110-112, avenue Jean-Jaurès

93700 Drancy

Téléphone. 01 77 48 78 20

## Architecte
L'architecte du mémorial est l'architecte suisse Roger Diener.